# Roman de téléphone cellulaire
 (février 2022).
Si vous disposez d'ouvrages ou d'articles de référence ou si vous connaissez des sites web de qualité traitant du thème abordé ici, merci de compléter l'article en donnant les références utiles à sa vérifiabilité et en les liant à la section « Notes et références ».
Un roman de téléphone cellulaire, ou roman de téléphone mobile (japonais : 携帯小説, Hepburn : keitai shōsetsu, chinois : 手機小說 ; pinyin : shŏujī xiǎoshuō), est une œuvre littéraire écrite à l'origine sur un téléphone cellulaire par le biais de messages texte. Ce type de littérature est originaire du Japon, où il est devenu un genre littéraire populaire. Cependant, sa popularité s'est également étendue à d'autres pays au niveau international, notamment en Chine, aux États-Unis, en Allemagne et en Afrique du Sud. Les chapitres se composent généralement d'environ 70 à 100 mots chacun en raison de la limitation des caractères sur les téléphones cellulaires. 
Au départ, les romans pour téléphones portables étaient principalement lus et écrits par des jeunes femmes sur des sujets de fiction romantique tels que les relations, les amoureux, les triangles amoureux et la grossesse, ou encore des sujets tels que le viol. Cependant, les romans pour téléphones portables gagnent en popularité dans le monde entier sur des sujets plus larges. Plutôt que de paraître sous forme imprimée, ces ouvrages sont généralement envoyés directement au lecteur par courrier électronique, par SMS ou par abonnement sur un site Web d'écriture et de partage en ligne, chapitre par chapitre. L'éthique de l'Internet japonais concernant les romans pour téléphones portables est dominée par les noms de plume et les fausses identités. Par conséquent, les identités des auteurs japonais de romans pour téléphones portables sont rarement divulguées.
Les romans japonais pour téléphones portables ont également été téléchargés en courtes séquences et exécutés sur les combinés en tant qu'applications mobiles basées sur Java dans trois formats différents : WMLD, JAVA et TXT. Maho i-Land est le plus grand site de romans pour téléphones portables japonais. Il propose plus d'un million de titres, principalement d'auteurs débutants, qui sont tous disponibles gratuitement. Maho iLand fournit des modèles pour les blogs et les pages d'accueil. Il est visité 3,5 milliards de fois chaque mois[réf. nécessaire]. En 2007, 98 romans pour téléphones portables ont été publiés sous forme de livres. Koizora est un roman populaire pour téléphone portable, écrit par « Mika », qui a été non seulement publié mais transformé en film, avec environ 12 millions de vues en ligne. Cinq des dix romans les plus vendus au Japon en 2007 étaient à l'origine des romans pour téléphone portable. 

## Histoire
La messagerie avec des pagers est devenue populaire auprès des adolescentes au Japon dans les années 1990, et la popularité des appareils de communication mobile a finalement donné lieu au développement de genres littéraires basés sur ces nouvelles formes de médias. L'utilisation d'une écriture compacte et hautement contextuelle est une partie bien établie de la tradition littéraire japonaise, et les romans pour téléphones portables ont été comparés à la littérature japonaise classique comme Le Dit du Genji du 11e siècle. Le premier roman pour téléphones portables a été « publié » au Japon en 2003 par un Tokyoïte d'une trentaine d'années qui se fait appeler Yoshi. Son premier roman pour téléphone portable s'appelait Amour profond (en), l'histoire d'un adolescent engagé dans des « rencontres subventionnées » (enjo kōsai) à Tokyo et contractant le sida. L'histoire est devenue si populaire qu'elle a été publiée sous la forme d'un véritable livre, vendu à 2,6 millions d'exemplaires au Japon, puis déclinée en manga, en série télévisée et en film. Le roman pour téléphone portable est devenu un succès principalement grâce au bouche à oreille et a progressivement commencé à gagner du terrain à Taïwan, en Chine et en Corée du Sud parmi les jeunes adultes. Au Japon, plusieurs sites offrent des prix importants aux auteurs (jusqu'à 100 000 dollars américains) et achètent les droits d'édition des romans. 
Kiki, l'auteur pseudonyme de I, Girlfriend a remporté le Japan Keitai Novel Award en 2008.
Le mouvement est également devenu populaire en Europe, en Afrique et en Amérique du Nord. En 2005, Random House a acheté une part de Vocel, une société basée à San Diego qui produit des guides d'étude mobiles. En Europe, il a commencé vers 2007, promu par des personnes comme Oliver Bendel et Wolfgang Hohlbein, et des éditeurs comme Cosmoblonde ou Blackbetty Mobilmedia. En Afrique du Sud, des adolescents ont téléchargé un m-novel appelé Kontax - un roman spécifiquement écrit pour les téléphones portables. Le roman pour téléphone portable pionnier en Amérique du Nord, un roman appelé Secondhand Memories par Takatsu - qui peut être consulté sur Textnovel, le premier site de romans pour téléphone portable en anglais fondé aux États-Unis - a été consulté plus de 60 000 fois et publié en 2015 sous forme de livre de poche. 

## Raison de la popularité
Bien que le Japon ait été le berceau du roman sur téléphone portable, le phénomène s'est rapidement déplacé vers d'autres régions d'Asie de l'Est, et de nombreux auteurs en ligne sont des étudiants universitaires. Ces auteurs savent quels récits attireront les jeunes lecteurs, en incorporant dans leurs histoires des événements émergents ou des éléments tendance de la culture adolescente.
Les romans pour téléphones portables créent un monde virtuel pour les adolescents via le téléphone portable ou, plus précisément, via des messages texte. Comme dans les jeux vidéo virtuels en ligne, les lecteurs peuvent se mettre à la première personne dans l'histoire. Les romans sur téléphone portable créent un espace personnel pour chaque lecteur. Comme l'écrit Paul Levinson dans Cellphone, « de nos jours, un écrivain peut écrire aussi facilement, et n'importe où, qu'un lecteur peut lire » (p 20).
Le roman sur téléphone portable change les habitudes de lecture ; les lecteurs n'ont plus besoin de se rendre physiquement dans une librairie pour acheter un livre. Ils peuvent aller en ligne avec leur téléphone portable, télécharger un roman et le lire sur leur téléphone portable personnel, n'importe où et n'importe quand. Comme pour le livre électronique, sa mobilité et sa commodité permettent de gagner du temps.